# Czarnów (Lebus)

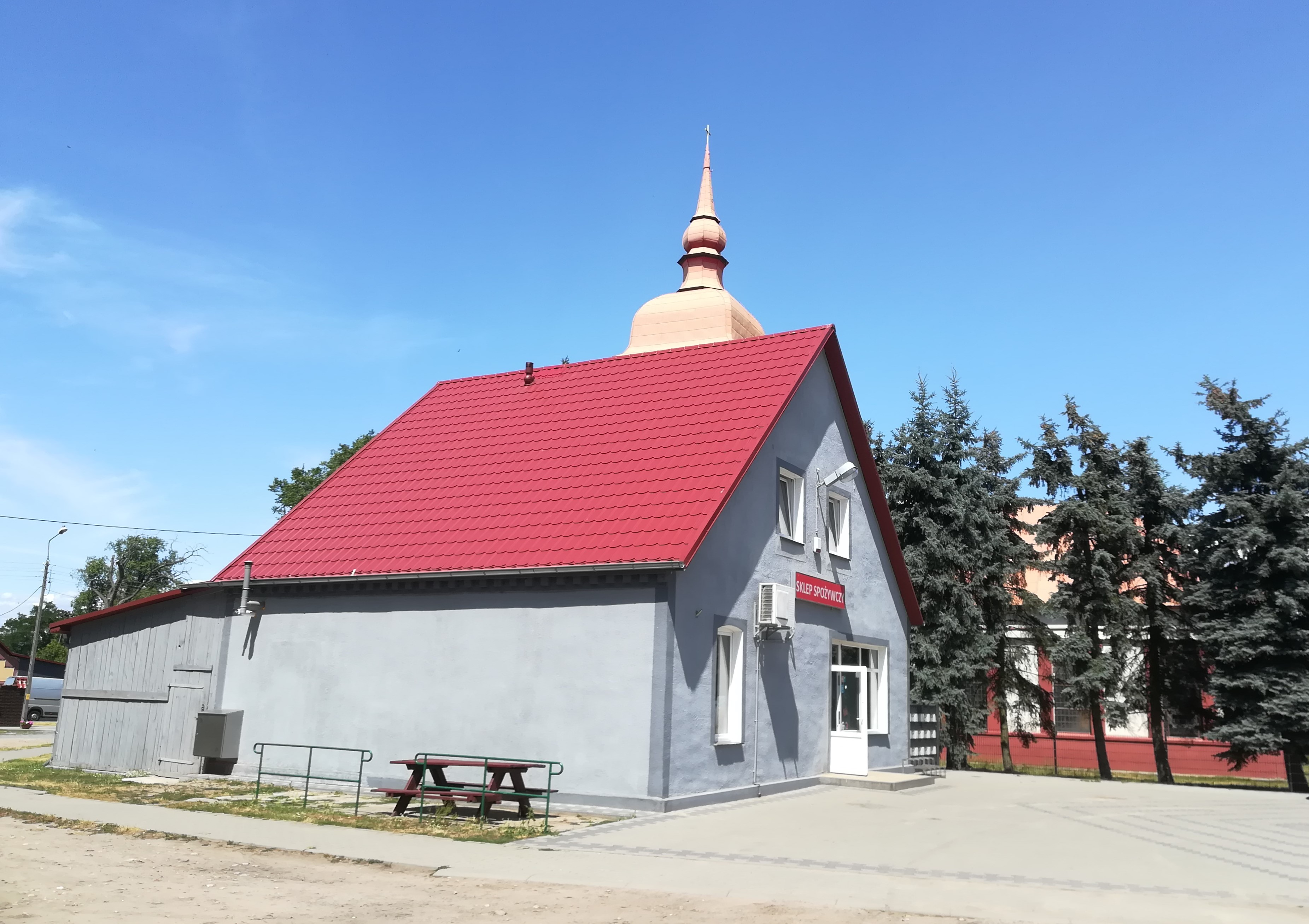
Ein Geschäft im Zentrum von Czarnów

Czarnów (deutsch Tschernow, 1936–1945 Schernow) ist ein Dorf in Polen in der Gemeinde Górzyca in der Woiwodschaft Lebus.

## Geographie

### Geographische Lage
Czarnów liegt in der ehemaligen Brandenburger Neumark an der Warthebruchniederung nah zum Fluss Warthe unweit von Küstrin.

## Geschichte
Auch in Tschernow wurde Mitte des 19. Jahrhunderts ein Fort für den äußeren Verteidigungsring der Festung Küstrin erbaut.
Bis 1945 war Schernow im Landkreis Weststernberg, Regierungsbezirk Frankfurt.

### Einwohnerentwicklung
Um 1800 lebten im Ort neben dem Lehnschulzen elf Bauern, 24 Kossäten, zehn Büdner und sieben Einlieger.
| Jahr          | 1800 | 1900 | 1933 | 1939 |
| Einwohnerzahl | 559  | 1224 | 1089 | 999  |

## Wirtschaft und Infrastruktur

### Verkehr
Die 1905 gegründete Kleinbahn „Küstrin–Hammer“ hatte einen Haltepunkt mit Wartehalle an der Chaussee beim Ort. Weiterhin liegt der Ort an der ehemaligen Reichsstraße 114 (heute DK 22).

## Söhne und Töchter der Stadt
- Theodor Heinsius (1770–1849), deutscher Pädagoge und Lexikograf